# Zdeněk Prosek
Zdeněk Prosek (* 23. listopadu 1950 Plzeň) je český politik, bývalý člen ODS, v 90. letech 20. století primátor Plzně, v letech 2006-2010 poslanec Poslanecké sněmovny.

## Biografie
Dětství strávil v Bratislavě a Karlových Varech, protože jeho otec tam pracoval jako urbanista. Maturitu složil na střední škole stavební. Pak studoval na stavební a ekonomické vysoké škole, ale nedokončil ji. Následně působil jako technik u stavební firmy a pak jako vedoucí investiční výstavby v zemědělském družstvu.
Během sametové revoluce spoluzakládal Občanské fórum v Plzni.
V roce 1990 se stal náměstkem primátora Plzně pro oblast ekonomického a technického rozvoje. V komunálních volbách roku 1994 byl zvolen do zastupitelstva města Plzeň za ODS. V prosinci 1994 se stal primátorem města Plzně za koalici ODS, ODA a křesťanské strany. Za jeho funkčního období došlo ke vzniku a výstavbě průmyslové zóny Borská pole. Dne 1. září 1997 zahajoval spolu s místopředsedou Masarykova demokratického hnutí v mázhauzu Plzeňské radnice na Náměstí Republiky rozsáhlou a úspěšnou výstavu k 60. výročí úmrtí T.G. Masaryka, na jejímž uspořádání se významně podílel. Jeho pozice v čele plzeňské radnice ale nebyla jistá. Již v polovině prosince 1996 se v tisku objevily zprávy o jeho možném odvolání. Důvodem mělo být to, že se mu nepodařilo z městské rady vytvořit akceschopný orgán. Prosek to odmítal, zároveň zprávy o jeho konci na postu primátora dementovala oblastní rada ODS a žádná politická strana jeho rezignaci oficiálně nepožadovala. Spory uvnitř plzeňské ODS ale naplno propukly v roce 1998. Počátkem září 1998 Prosek oznámil, že nebude v nadcházejících komunálních volbách na podzim 1998 kandidovat. Důvodem měla být malá podpora od oblastní rady ODS, která ho nechtěla umístit na přední pozici kandidátní listiny a tak mu zajistit zvolení do zastupitelstva. Část plzeňské ODS Proskovi vyčítala autoritativní řízení a malou loajalitu vůči Václavu Klausovi. Sám Václav Klaus ale Proska podpořil. Názor strany ale nezměnil a Prosek tak ve volbách nekandidoval a své působení na primátorském postu po čtyřech letech ukončil.
Pak po dobu osmi let pracoval jako personální ředitel ve firmě Škoda STEEL, kde se podílel na projektu restrukturalizace firmy.
V senátních volbách roku 2002 neúspěšně kandidoval za ODS do horní komory ve volebním obvodu Plzeň-město, když ho v druhém kole drtivě porazil MUDr. Richard Sequens, nestraník kandidovaný US-DEU.
Ve volbách v roce 2006 byl zvolen do poslanecké sněmovny za ODS (volební obvod Plzeňský kraj). Působil jako člen ústavněprávního výboru a hospodářského výboru. Ve sněmovně setrval do voleb v roce 2010. Poslanecký mandát v roce 2010 neobhajoval.
V srpnu 2013 se rozhodl vystoupit z ODS. Mezi důvody tohoto kroku zmínil odklon strany od původního programu nebo absenci vnitrostranické diskuze. Uvítal by rovněž návrat Václava Klause do politiky.